# Pequeño teatro (novela)
Pequeño teatro es una novela española escrita por Ana María Matute en 1943, cuando tenía 17 años. Fue publicada en 1954, cuando ganó la tercera edición del Premio Planeta.

## Argumento
Con 19 años, Ana María Matute se presentaba a diario en la editorial Destino con Pequeño teatro escrita a mano en una libreta cuadriculada de tapas de hule negro, en busca de una oportunidad. Un empleado de la editorial, conmovido por su perseverancia, le consiguió una entrevista con el director, Ignacio Agustí, que le pidió que mecanografiara la novela y le dio largas, alegando su minoría de edad.
Pequeño teatro fue la primera novela escrita por Ana María Matute, aunque la primera en publicarse fue Los Abel, en 1948.

## Sinopsis
Pequeño teatro relata las andanzas de un adolescente solitario y desamparado en un pequeño pueblo pesquero en el País Vasco. En torno a él se van mostrando las mezquindades, las envidias y la hipocresía de la sociedad que le rodea.
En esta novela, Matute ya dejaba entrever muchos de los rasgos característicos de su literatura: la infancia, la iniciación, el descubrimiento del amor, así como el realismo con que retrataba el sufrimiento humano.

## Reconocimientos
En 1954, Pequeño teatro ganó la tercera edición del Premio Planeta.
Aparece incluida en el listado de las 25 mejores novelas españolas escritas por mujeres (siglos XX-XXI) de El Cultural, publicado en marzo de 2022.